# Espíndola (kanton)
Espíndola – kanton w prowincji Loja, w Ekwadorze. Stolicą kantonu jest Amaluza.